# 안개 바다 위의 방랑자
안개 바다 위의 방랑자(독일어: Der Wanderer über dem Nebelmeer)는 독일 낭만주의 예술가 카스파르 다비트 프리드리히가 1818년에 그린 그림이다. 한 남자가 관람객으로부터 등을 돌리고 바위 절벽 위에 서있는 모습을 그리고 있다. 남자는 끝없이 펼쳐진 짙은 안개바다 속에 간간히 산등성이와 나무가 뚫고 나온 풍경을 바라보고 있다.
낭만주의 운동의 걸작이자 대표작으로 여겨져 온 작품으로, 자아 성찰이나 삶의 방향에 대한 고민의 상징이며, 그 풍경은 숭고함을 불러일으킨다고 해석됐다. 이 그림을 그린 프리드리히는 '뤼켄피구어' (Rückenfigur)라고 하는 후면 인물상의 구도를 자주 사용하였는데, 이 작품은 소재 자체의 탁월함과 더불어 미술계에서 가장 유명한 뤼켄피구어 회화로 평가받는다. 또한 프리드리히 본인이 갖고 있던 독일 자유주의와 민족주의적 감정을 표현한 것으로도 해석된다.
프리드리히는 생전에도 독일과 러시아 화파에서 존경받던 작가였지만 <안개 바다 위의 방랑자>를 비롯한 모든 작품이 곧바로 걸작 수준으로 평가받지는 않았다. 오늘날처럼 프리드리히가 명성 있는 작가로 발돋움한 것은 20세기 초, 특히 1970년대에 이르러서였다. 당시 이 작품은 예술 서적 등을 통해 상류문화 내지는 '대중미술'의 예시로 소개되면서 인기를 얻게 되었다. 작품이 만들어지고 나서의 행방은 알 수 없으나 1939년 독일 베를린의 빌헬름 아우구스트 루츠 갤러리에 처음 전시되었고, 1970년 함부르크 미술관에 인수되어 지금까지 소장되어 있다.

## 상세
전경에는 제목에서 방랑자로 일컬어진 한 남자가 관람객을 등지고 바위 절벽 위에 서 있다. 남자는 짙은 녹색 외투를 입고 오른손에 지팡이를 쥐고 있다. 방랑자는 짙은 안개 바다로 뒤덮인 풍경을 바라보고 있으며, 바람에 머리카락이 휘날리는 모습이다. 중경에는 방랑자가 서 있는 것과 다르지 않은 몇 개의 능선이 안개의 바다에서 튀어나와 있다. 그렇게 튀어나온 절벽 꼭대기에는 나무 몇 그루로 이뤄진 숲이 보인다. 왼쪽 후경에는 희미한 산들이 솟아오른 모습이고, 오른쪽에는 저지대 평야로 완만하게 수평을 이루고 있다. 이 너머에는 만연한 안개가 끝없이 펼쳐져 마침내 지평선과 뒤섞여 구름 가득한 하늘과 구별할 수 없는 풍경이다.
독일 작센과 체코 보헤미아에 자리한 엘베 사암산맥의 산 풍경을 따왔으며, 이를 위해 프리드리히가 실제로 현장을 찾아 스케치를 하였으나, 완벽히 똑같은 풍경은 아니고 평소의 관행을 따라 화방에서 프리드리히가 직접 각 요소를 재배치하여 구성하였다. 오른쪽 배경에 위치한 산은 독일 작센주 지르켈슈타인산 (Zirkelstein)이다. 왼쪽 배경에 위치한 산은 체코의 로센베르크산 (Rosenberg) 내지는 칼텐베르크산 (Kaltenberg)으로 추정된다. 앞쪽의 바위는 독일 브란덴부르크주 라텐 인근의 감리크산 (Gamrig)을 따왔다. 방랑자가 서있는 바위는 작센주 카이저크론 언덕 (Kaiserkrone)의 바위에서 따왔다.

## 역사
<안개 바다 위의 방랑자>의 제작연도는 1818년으로 보지만 일부 문헌에서는 1817년으로 표기하기도 한다. 처음 제작되고 나서 19세기 내내 그림의 행방이 어떠했는지는 불분명하나, 1939년에는 독일 베를린의 빌헬름 아우구스트 루츠 갤러리 (Wilhelm August Luz)의 소유였으며, 변호사 에른스트 헨케가 매입했다가 다시 루츠 갤러리로 반환되었다. 이후로도 여러 개인의 소장품으로 전시를 거듭하다 1970년 함부르크 미술관의 소장품이 되어 오늘에 이른다.
프리드리히의 생애에서 1817년~1818년경의 사건이 본 작품의 제작 배경으로 거론된다. 프리드리히는 1817년 과학자 칼 구스타프 카루스와 노르웨이 화가 요한 크리스티안 달과 우정을 쌓았고, 1818년 1월에는 캐롤라인 브로머와 결혼하여, 프리드리히의 고향 그라이프스발트로 신혼여행을 떠났다.

## 해설

### 낭만주의
<안개 바다 위의 방랑자>는 계몽시대에 이은 대대적인 예술·문학 운동인 낭만주의와 밀접한 연관성을 지니고 있다. 그림 속 남자의 신원은 알 수 없지만, 붉은 머리카락을 비롯해 몇 가지 부분에서 작가 본인의 외모와 유사성이 지적되어, 사실은 자화상을 그린 것이며 자아성찰 내지는 인생의 방향에 대한 고민을 주제로 삼은 것이 아니냐는 주장도 제기된다. 그림 속의 풍경은 전형적인 모습 그 이상의 숭고함과 더 큰 신비로움, 그리고 잠재력을 불러일으키는 것으로 평가된다. 이에 대해 프리드리히는 “화가는 눈앞에 있는 것뿐만 아니라 자신의 내면에서 보는 것도 그려야 한다”는 생각을 밝힌 바 있다. 안개 바다에 대해서는 "지면이 안개로 덮이면 더 장대하고 숭고해 보이며, 상상력을 고양시키고 기대감을 불러일으키는 것이 마치 베일 쓴 소녀를 보는 듯하다"고 썼다.
이 작품을 통해 프리드리히는 다른 낭만주의자들과 차이점을 보였다는 시각도 존재한다. 베르너 호프만은 <안개 바다 위의 방랑자>가 전형적인 낭만주의 작품보다 더욱 개방적이고 의문을 자아낸다고 평가하며, 그 비교 대상으로 외젠 들라크루아의 <민중을 이끄는 자유의 여신>를 거론하고 있다. 들라크루아의 작품은 사상에 필요한 행동절차를 더욱 분명히 드러내고 있는데, 당대 독일 민족주의와 프랑스 민족주의의 차이점과 연관이 있지 않을까라는 시각을 제시한다.
프리드리히는 오늘날 다른 예술가들이 캔버스의 온 구석을 새로운 사물로 가득 채우는 '호기심 상점' 같은 그림을 그리고 있다고 비판하였다. 이에 반해 <안개 바다 위의 방랑자>는 똑같이 상세한 풍경을 담아내면서도 지형과 인물, 건물이 정렬된 모습에 초점을 잃지 않고 있다. 작품의 중심은 산과 안개에서 벗어나지 않고 있으며, 관객의 눈길이 제 속도에 맞춰 작품을 살펴볼 수 있도록 만든다는 평가다.

### 뤼켄피구어 (후면 인물상)

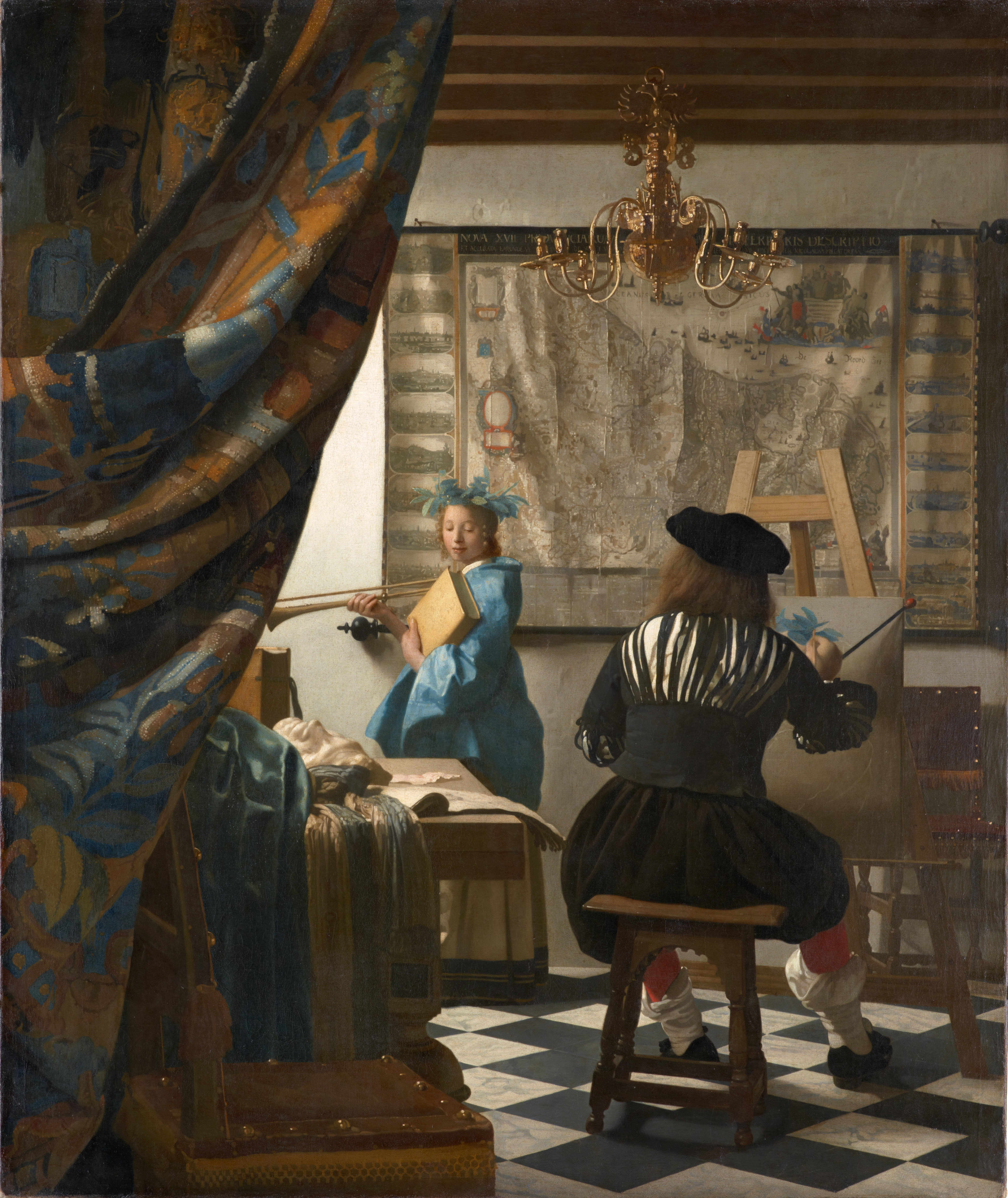
얀 베르메르의 《회화의 기술》 (1665년/1666년)

전통 서양회화에서는 풍경 속에 배치된 인물은 앞모습이나 옆모습을 보이는 것이 표준이다. 뒷모습을 보인 경우가 없지는 않지만, 그마저도 군중 속 작은 인물이 뒷모습을 보이는 정도다. 이러한 전통을 깨고 인물의 뒷모습을 핵심 구도로 삼은 것을 독일어로 뤼켄피구어 (Rückenfigur)라 부른다.
프리드리히는 뤼켄피구어를 활용한 최초의 화가는 아니지만 다른 화가들보다 훨씬 더 자주 다루었으며, 관객과는 등을 돌리고 거리를 둔 구도를 지속적으로 활용하였다. <안개 바다 위의 방랑자>처럼 뤼켄피구어 구도를 활용한 다른 작품으로는 <창가의 여인>, <바닷가의 두 사람>, <노이브란덴부르크> 등이 꼽힌다. 프리드리히의 작품에 등장하는 등 돌린 인물은 관람객을 그림의 '내부'로 초대하여, 얼굴을 볼 수 없게 묘사된 신비로운 인물의 시야를 누릴 수 있게 만들기 위한 의도로 해석되고 있다. <안개 바다 위의 방랑자>는 그 소재의 탁월함과 더불어 미술계에서 가장 유명한 뤼켄피구어 구도의 그림으로 꼽힌다. 또한 작품 속 인물로 그림의 의미와 초점이 뒤바뀌게 만들었는데, 헬무트 뵈르슈수판 (Helmut Börsch-Supan)은 "이 그림에서 인물 없는 풍경을 상상하기란 그 어떤 그림보다도 어렵다"고 평가했다.
빌란트 슈미트는 <안개 바다 위의 방랑자>가 르네 마그리트의 초현실주의 작품에 앞선 선구자라고 평가했다. 프리드리히는 자신의 작품에 '미묘한 부조화'와 '불가능해 보이는 시점'을 소재로 삼았는데, 마그리트도 자기 작품 속에서 이러한 요소를 더욱 발전시켰다는 것이다. 실제로 이 그림 속의 배경은 전경 속으로 쑥 들어간 듯하고, 그 사이의 깊이도 불분명하다.

### 이데올로기
프리드리히는 독일 자유주의와 민족주의적 감정을 표출하는 데 거리낌이 없었다. 1803~1815년 나폴레옹 전쟁의 여파로 옛 독일의 군주국들은 혼란에 빠졌고 통치자의 권위도 위태로워진 상황이었다. 독일 민족주의자들은 독일의 통일과 더불어 수구 귀족정의 타파, 독일 연방 지도부 수립에 목소리를 내었다. 독일 자유주의, 민족주의자들은 본인들의 이상을 표출하는 수단 중 하나로, 16세기~17세기 통일 독일의 시대와 마틴 루터의 시대를 참모습으로 여기며 복원하자는 의미에서, 그 시대의 옷차림을 따라 입는 유행을 만들어내기도 하였는데 이를 '알트도이체 트라흐트' (Altdeutsche Tracht, 옛 독일인의 옷차림)이라 불렀다. 결국 당시 독일 민족주의자들은 상실되어 버린 위대한 국가를 되찾는 일에 본인을 동일시하였으며, 프리드리히도 여기에서 벗어나지 않았다. 미술사학자 노르베르트 볼프 (Norbert Wolf)나 코어너 (Koerner) 등은 이러한 배경에 착안해 그림 속의 방랑자가 '알트도이체 트라흐트'의 옷차림을 하고 있으며, 이는 그림이 제작되던 시대의 정치적 선언과도 같다고 해설한다. 다만 그림속 인물의 의상을 엽병의 군복으로 해설하는 학자들도 존재한다.
프리드리히의 종교였던 루터교가 <안개 바다 위의 방랑자>에 영향을 끼쳤다는 시각도 있으나 명확히 밝혀져 있지는 않다. 프리드리히가 종교적 배경에서 그림을 그렸다는 증거로 지목되는 다른 그림으로 <산 속의 십자가> (1810년작)이 꼽히는데, 자연 속에서 아름다움을 찾는 겸손한 자세의 기독교를 표방한다는 해석이다. 이는 마르틴 루터가 당시 가톨릭 교회에서 성상으로 장식된 거대한 대성당과 호화로운 건물을 무너뜨린다는 것은 별다른 손해가 없을 일이라는 글을 남긴 것과 일치한다. 프리드리히는 루터교에 대해 진정한 종교는 자연과 단순함, 개인으로부터 찾을 수 있다는 해석을 내리기도 하였는데, 이 세가지는 전부 <안개 바다 위의 방랑자>에서 소재로 삼은 것이기도 하다.
종교적 배경에 따라 그렸다는 설의 또다른 근거로는 프리드리히가 <안개 바다 위의 방랑자>를 구상하고 제작에 나섰던 1817년, 과학자이자 동료 화가였던 칼 구스타프 카루스를 만나 친구가 되었던 사실이 거론된다. 미술사학자 요제프 코어너는 카루스가 루터 성경의 한 구절을 썼다는 사실을 밝혀냈다. 루터는 하나님의 지구 창조에 대한 설명이 담긴 창세기 2장 6절을 "Aber ein Nebel ging auf von der Erde und feuchtete alles Land" (한국어: 땅에서 안개가 일어나 온 땅을 적셨다)라고 번역하였다. 이 구절에 따라 카루스는 안개가 창조에 있어서 신의 조력자이며, 황량한 산을 푸르른 숲으로 바꿨다고 주장했다. 코어너는 카루스와 프리드리히가 우정을 나누는 과정에서 이 문제를 논했을 수 있다고 가정하며, <안개 바다 위의 방랑자>에서도 천지창조와 비슷한 장면을 묘사했을 가능성을 제기한다. 즉, 그림 속 인물은 안개 속에 가려진 땅을 바라보며, '나'로부터 발산되어 가슴으로부터 솟아오른 미지의 가능성을 그려내고 있다는 해석이다.

### 등산의 표상
로버트 맥팔레인은 이 그림이 낭만주의 시대 이후 서양에서 등산의 인식에 중요한 영향을 미쳤다고 주장하며, "등산하는 몽상가의 전형적인 표상"이 칭했다. 또한 이전 세기에는 거의 존재하지 않던 '산 정상에 서는 것은 경탄할 만한 일이다'라는 생각의 표현력 면에서 존경받을 그림이라 평가했다.

## 평가

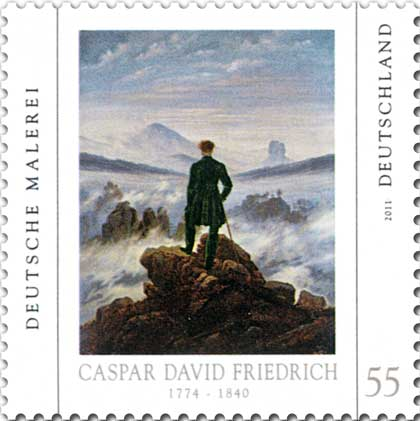
본 그림을 담은 독일의 기념우표 (2011년)

프리드리히는 독일과 러시아 화파에서는 존경받던 작가였지만, <안개 바다 위의 방랑자>를 비롯해 작품 전반이 줄곧 걸작처럼 평가받지는 않았다. 오히려 프리드리히가 말년에 접어들수록 그 명성은 줄어들었으며, 당대 미술 심사위원들이 자신의 작품 속 겨울 풍경과 안개를 충분히 감상하지 못하고 있다는 소감을 남기기도 했다.
프리드리히가 비로소 낭만주의 시대의 거장으로 인정받게 된 것은 20세기 초, 특히 1970년대에 이르러서였다. 그 선봉장으로 <안개 바다 위의 방랑자>가 꼽히며, 단순히 미술학자들 사이에서만 알려진 것을 벗어나 수많은 작품의 영감이 되었다. 또 고급 문화에서의 명성은 물론, 수많은 서적, 티셔츠, CD, 머그잔 등에 인쇄되며 '대중예술'에서도 친숙한 작품이 되었다. 베르너 호프만은 무엇이든 열려 있는 캔버스 속 풍경을 바라보며, 결심을 하고서 앞으로 무엇이 기다리고 있을지를 맞이할 준비가 되어 있는 주체야말로, 이 그림이 오늘날 관람객의 관심을 끌 수 있는 요소라고 평했다.

## 같이 보기
- 카스파르 다비트 프리드리히의 작품 목록

### 해설
1. ↑  여기서 비판하는 예술가가 정확히 누구인지는 밝히지 않았다. 베르너 호프만은 프리드리히의 비판 대상이 요제프 안톤 코흐라고 추정했다.[13]
2. ↑  물론 16세기 독일이 통일된 모습이었다는 이들의 주장은 사실에 근거한 것이 아니라 온전히 상상에 따른 것이었다.[14]